# Mesochorus cubensis
Mesochorus cubensis là một loài tò vò trong họ Ichneumonidae.